# Andreas Schlüter (Architekt)

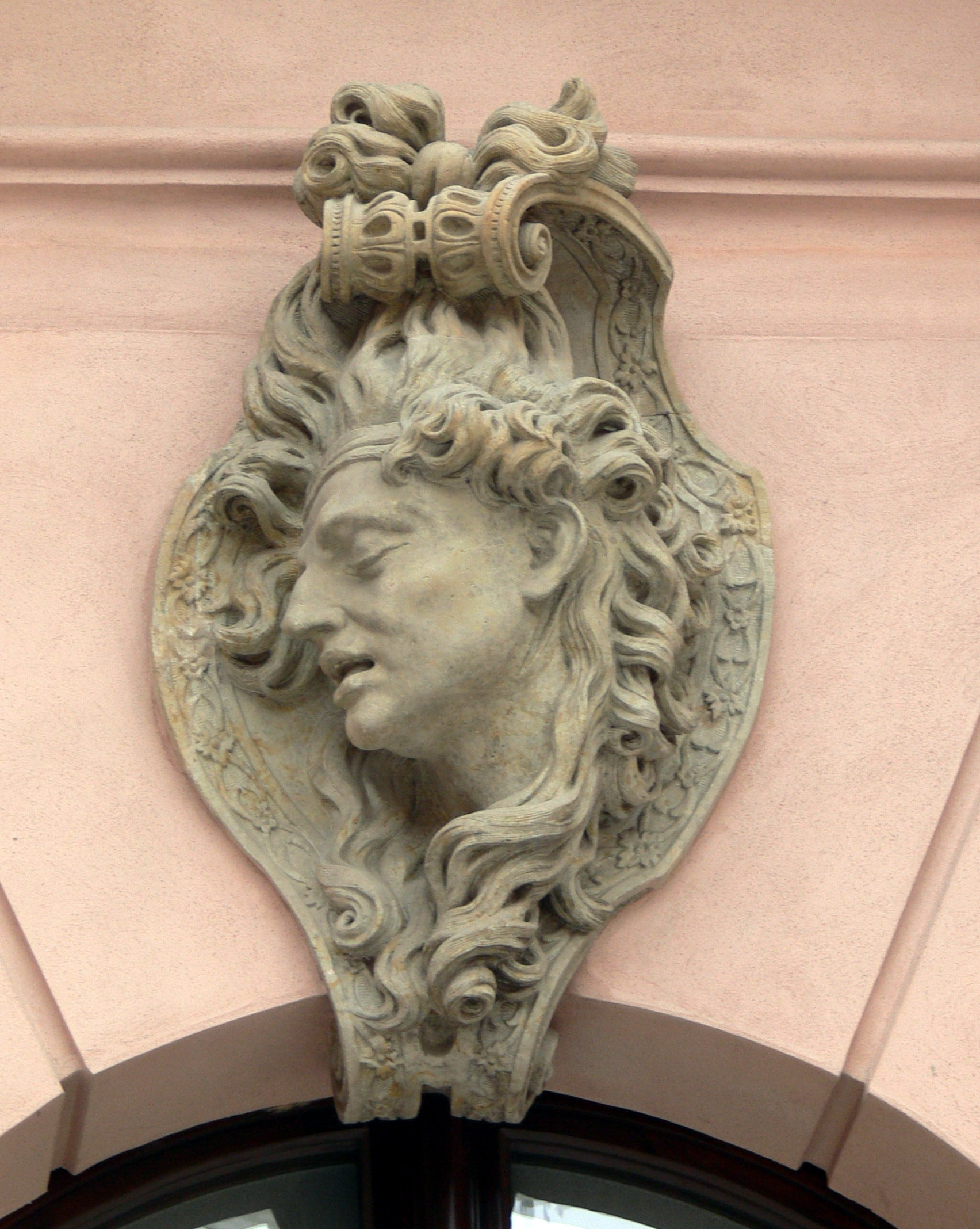
Kriegerkopf am Berliner Zeughaus, zugeschriebenes Selbstporträt von Andreas Schlüter

Andreas Schlüter (* wahrscheinlich am 13. Juli 1659 in Danzig; † vor dem 23. Juni 1714 in Sankt Petersburg) war ein deutscher Bildhauer und Architekt. Zu seinen Hauptwerken gehören das Zeughaus, das Schloss, die Kanzel der Marienkirche, das Reiterdenkmal des brandenburgischen Kurfürsten Friedrich Wilhelm sowie die Prunkgrabmale des preußischen Königspaares Friedrich und Sophie Charlotte in Berlin.

## Leben

### Herkunft

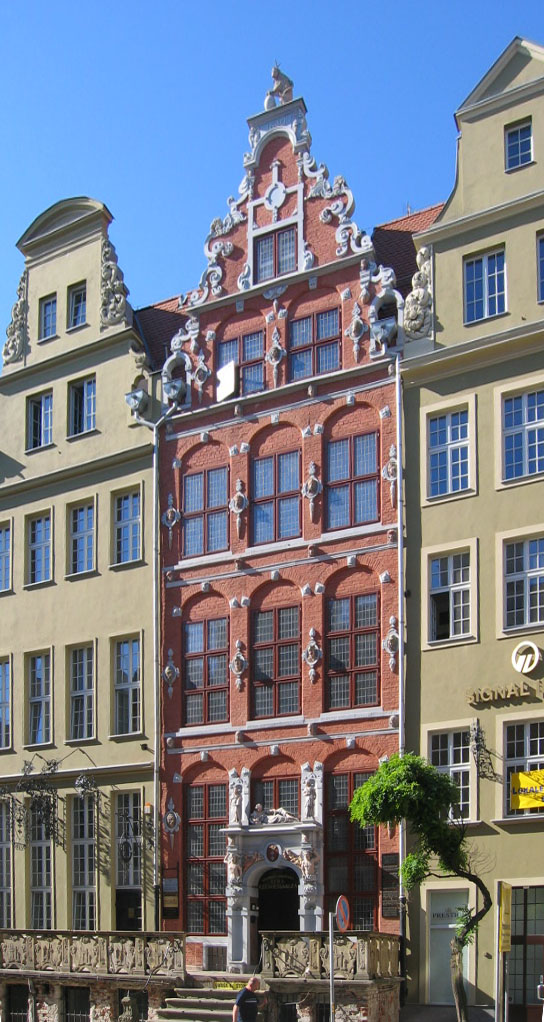
Schlüterhaus, Danzig

Nach älteren Quellen angeblich am 20. Mai 1664 in Hamburg als Sohn des Bildhauers Gerhart Schlüter geboren und am 22. Mai 1664 getauft, soll Andreas Schlüter in früher Jugend mit seinem Vater nach Danzig gekommen und dort zu David Sapovius in die Lehre gegeben worden sein. Nach jüngeren Quellen liegt eine Verwechslung des häufig vorkommenden Namens Schlüter vor. Georg Cuny wies einen Andreas Schlüter „den Älteren“ als in Danzig von 1640 bis 1652 tätig nach, dessen Arbeiten an dem 1640 für eine Familie von Enden erbauten Patrizierhaus Jopengasse 1 (sogenanntes Schlüterhaus), und an dem 1652 für den Kaufmann Eustachius Holwell errichteten Haus Brotbänkengasse 28, Medaillons und Büsten von antiken Helden, Kriegern, Weisen und Königen, zur Kunstart des Sohnes Andreas Schlüter den Jüngeren hinüberleiten, von dem er annahm, dass er um 1640 in Danzig geboren sei. Die bisherige Annahme des Geburtsdatums Schlüters stützt sich auf eine Eintragung im Kirchenbuch von St. Michaelis in Hamburg vom 22. Mai 1664: „Andreas Schlüter, ehelicher Sohn des Gerhart Schlüter, Gevattern Andreas Kröger, Jürgen Nellcken und Katharina Tidtkens.“
Mehrere Quellen deuten auf eine Herkunft Schlüters aus Danzig hin. In dem Danziger „Gesellen-Register der Maurer, Steinhauer, Bildhauer und Steinmetzen von 1644–76“ fand Ernst Blech auf Blatt 12 den Eintrag: „Anno 1656 d. 9. Maij Andres Schliter, Steinhauer ein Dantziger, auß d’ Lehr.“ Als Danziger bezeichnet ihn 1702 der mit Schlüter viele Jahre hindurch bekannte Kupferstecher Peter Schenk, auf einem Schlüters Entwurf zum Umbau des Berliner Schlosses darstellenden Blatt „Ad Nobiliss. Schluterum Gedan“, ferner nennt ihn eine ihm zu Ehren 1704 geschlagene Denkmünze einen Danziger. Gegen die Annahme, dass Schlüter erst 1664 geboren sei, kann auch die Stelle eines Briefes vom 27. Juli 1706 angeführt werden, den er in Angelegenheit der Münzturmkatastrophe an seinen Gönner, den Schlosshauptmann Marquard Ludwig von Printzen geschrieben hat: „Ich habe über die 30 Jahre mit großen Arbeiten Tag und Nacht zugebracht, und ist unter all denen Werken kein Fehl begangen, auch habe ich in Berlin schon erwiesen, daß man ja wohl sehen kann, ob ich ein Meister gewesen, da ich hieher gekommen bin, und nun muß ich [...].“ Nach Heinz Ladendorf soll Schlüter „um 1660, wahrscheinlich in Danzig“, nach Bernd Nicolai am 13. Juli 1659 in Danzig geboren worden sein.

### Polen
Nach beendigter Lehrzeit ging Schlüter auf die Wanderschaft, von der er wieder in seine Heimatstadt zurückkehrte. Als Frühwerk Schlüters wird den Monumenta Poloniae Historica Tom. IV zufolge die Bildhauerarbeit im Pelpliner Dom aus dem Jahr 1675 bezeichnet, ein Epitaph der Herzöge Sambor II. und Mestwin II. Auch ist eine Mitarbeit beim Bau der 1678–81 von Barthel Ranisch ausgeführten und 1683 geweihten Königlichen Kapelle in Danzig denkbar.

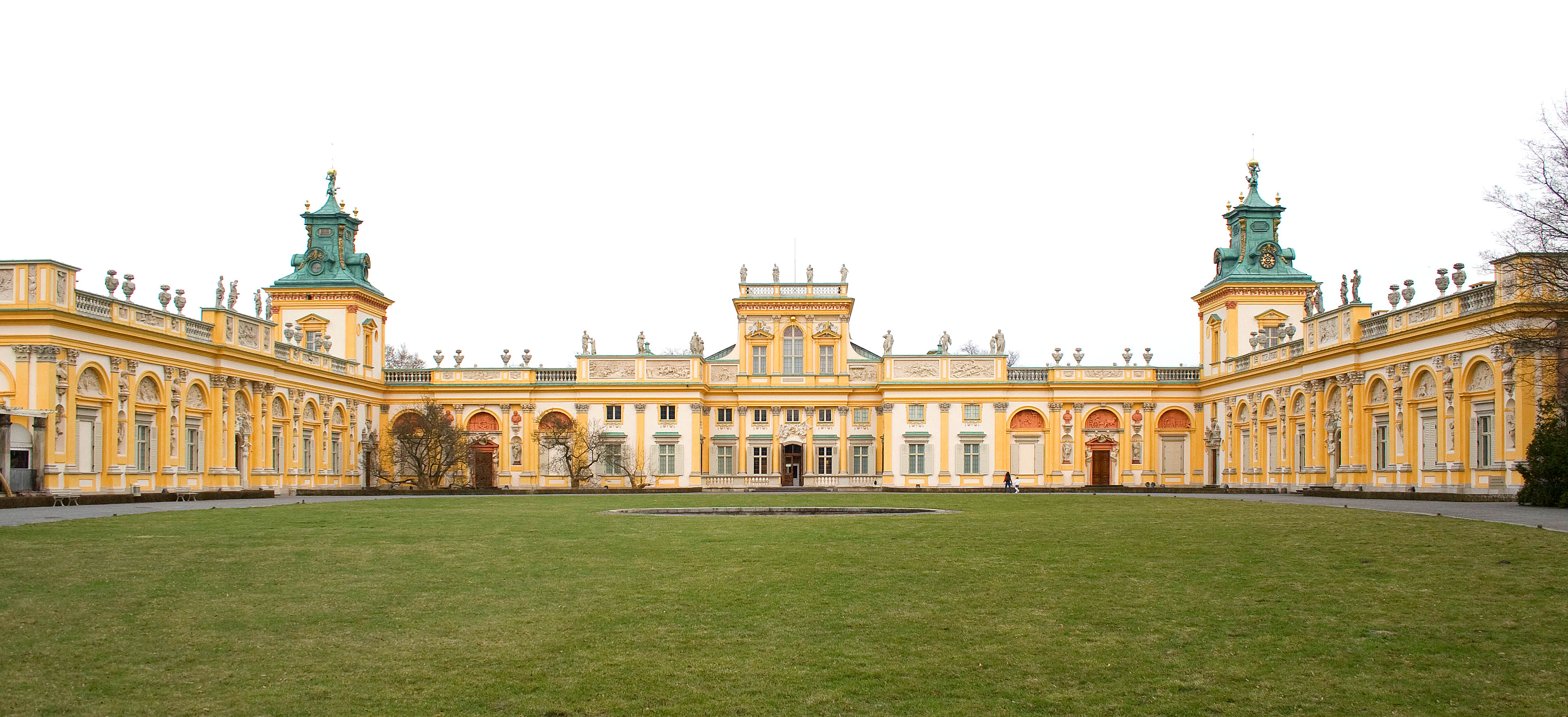
Schloss Wilanów, Hofseite

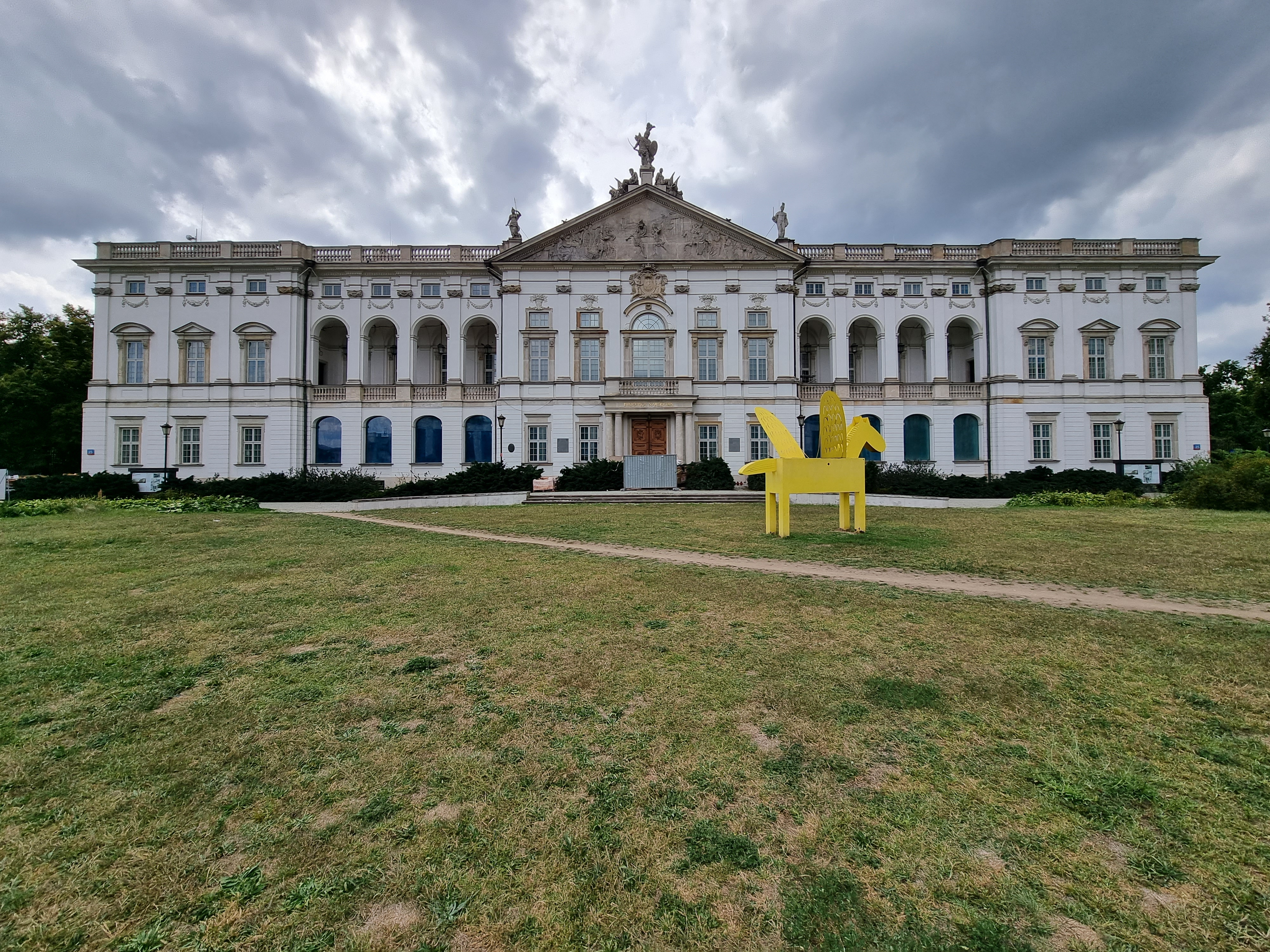
Palais Krasiński, Stadtseite

Nach 1684 war Schlüter für den König Johann III. Sobieski von Polen beschäftigt und nach Cornelius Gurlitt am Ausbau des Schlosses Wilanów und des Palais Krasiński in Warschau beteiligt. Bei den Arbeiten in Danzig und bei diesen Palastbauten in Warschau eignete Schlüter sich die Schulung, Geschicklichkeit und Erfahrung im Bauwesen an, die ihm später bei seinen Berliner Bauten zunutze kamen. Bei dem Schloss Wilanów kommen die Vordermauer zum Hof und die Verbindungsgänge für Schlüter in Betracht. Die Steigerung der Formengebung am Schloss Wilanów gegenüber der früheren Bauweise ist für die Kunstauffassung Schlüters charakteristisch. Besonders zeigt sie sich in zahlreichen Vorsprüngen, triumphbogenartigen Toren, Blendarkaden, Türen mit Hermengewänden, Sprenggiebeln und Reliefmedaillons, Nischen, Büsten auf Konsolen, zahlreichen Reliefs, vor allem aber in den Turmhelmen.

### Preußen

#### Denkmal Friedrichs III.

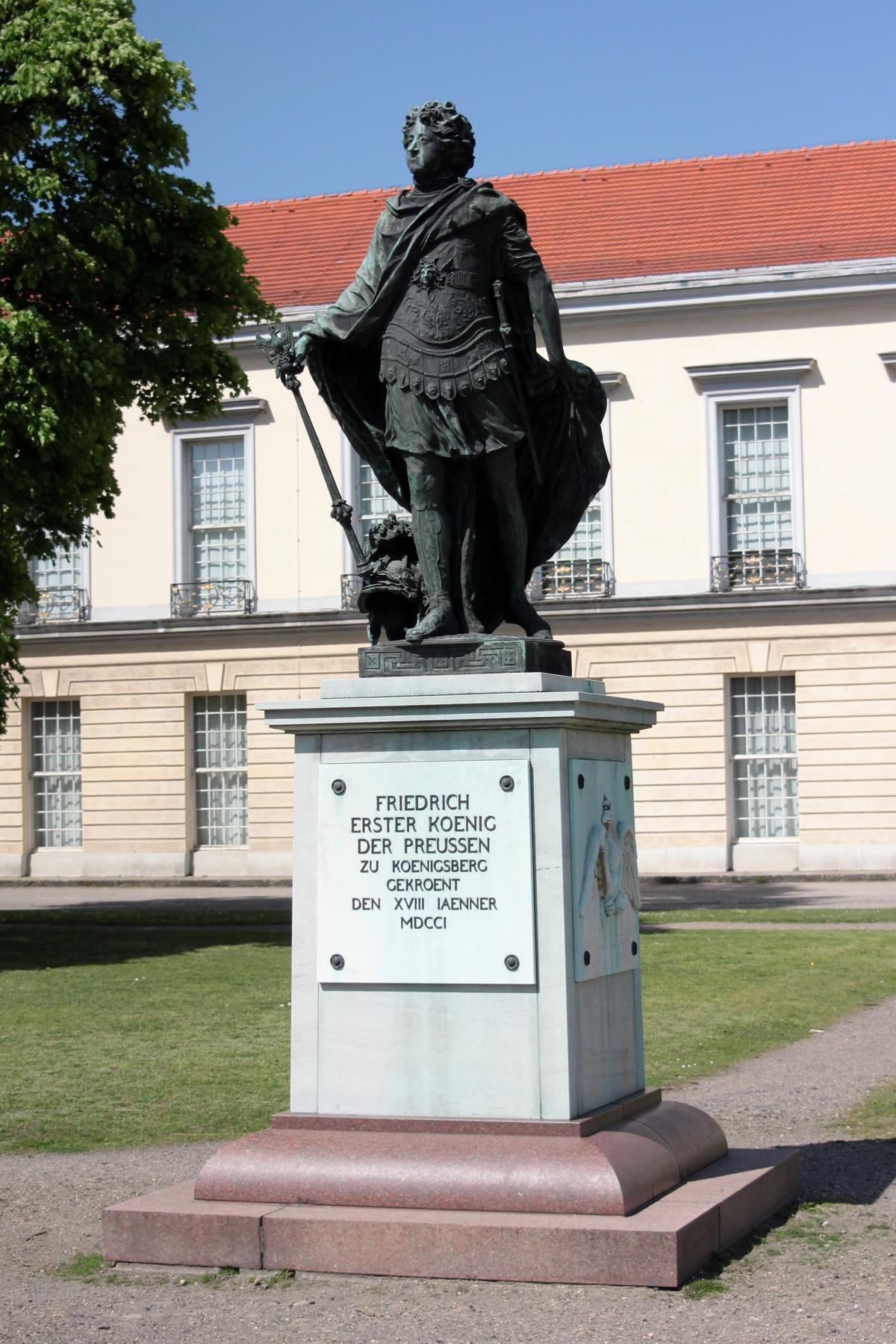
Denkmal Friedrichs III.

Am 25. Juli bzw. 4. August 1694 trat Schlüter als Bildhauer und Lehrer an der in Gründung befindlichen Berliner Akademie in den Dienst des Kurfürsten Friedrich III. und wurde 1695 einer ihrer Direktoren. Er unternahm 1696 eine Reise nach Italien zum Ankauf von Abgüssen. Die vor allem in Rom, das damals neben Paris als führende Kunststadt der Welt galt, aber auch in Turin empfangenen Anregungen wirken später bei seinem Berliner Schloss nach. Die gesamte Bauidee Schlüters und die Verbindung der Baukunst mit einer vielseitigen Verwendung von plastischen Arbeiten zeigt, dass er von der Barockkunst Italiens nicht nur bedeutenden Einfluss erhielt, sondern auch tief in ihr Wesen eingedrungen war. Schlüters ältestes Werk in Berlin ist die Statue des Kurfürsten Friedrich III., den er in ausschreitender Stellung, in der Kleidung römischer Imperatoren, barhaupt mit weit nach rückwärts wallendem Haar darstellte. Johann Jacobi hat 1697 die Statue in Bronze gegossen. Vielleicht war diese Statue als Bekrönungsfigur für einen Triumphbogen vorgesehen. Jedenfalls fanden verschiedene Versuche zur Aufstellung der Statue statt. Zuerst stand sie im Hof des Zeughauses, schließlich ließ König Friedrich Wilhelm III. sie vor dem Königsberger Schloss aufstellen (heute vor dem Schloss Charlottenburg). Der Sockel, den ursprünglich Sklavenfiguren tragen sollten, stammt von Johann Gottfried Schadow.

#### Palais Wartenberg
Friedrichs Regierungsantritt hatte für die Berliner Architektur zuerst keine einschneidende Veränderung im Vergleich zur Architektur in den letzten Lebensjahren seines Vorgängers, des Großen Kurfürsten Friedrich Wilhelm, gebracht. Die maßvolle bis nüchterne niederländische Bauweise, deren führender Vertreter in Berlin Johann Arnold Nering war, blieb für die wichtigsten Gebäude dieser Zeit bestimmend, und genauso arbeiteten Michael Mathias Smids und Martin Grünberg. Schlüters Auftreten als Architekt brachte nun einen entscheidenden Wandel. Als er kurz vor 1697 den Auftrag erhielt, für die Postverwaltung unter der Leitung Johann Casimir Kolbes von Wartenberg einen Neubau zu errichten, schuf er das Palais Wartenberg an der Ecke der heutigen Rathausstraße und des Spreeufers in barocken Formen. Dieses setzte sich mit seinen selbständigen Ordnungen, seinen nach malerischen Grundsätzen in Felder geteilten Wandflächen, den großen Fensteröffnungen, dem starken Hauptgesims und besonders der bildhauerischen Ausstattung in bewussten Gegensatz zu der bisher in Berlin vorherrschenden klassizistisch-barocken, aus Frankreich und den Niederlanden beeinflussten Richtung. Das 1889 abgerissene Gebäude zeigte aber auch, dass Schlüter vor allem Bildhauer war, kein geschulter Architekt. So hervorragend als plastische Leistungen die acht Statuen griechischer Gottheiten über der hohen Attika, die Tugendmedaillons als Fassadenreliefs und die Stuckdecken im Hauptgeschoss waren, so fehlte der Fassade die klare Gestaltung und die sich aus dem Grundriss ergebende Gliederung. Dieser Widerspruch im künstlerischen Schaffen Schlüters, der Umstand, dass er seine Bauten mehr als Bildhauer denn als ausgebildeter Architekt ausführte, wurde ihm 1706 bei der Errichtung des Münzturms zum Verhängnis. Seine hervorragenden Eigenschaften als Bildhauer zeigen sich jedoch deutlich bereits am Palais Wartenberg; sie bestehen nach Gurlitt in „dem unbefangenen Formendrang, der Lust an reichen, überschwänglichen Gebilden, dem Vorwalten des Empfindens über das Erwägen und der sorglosen Unmittelbarkeit des Schaffens“.

#### Zeughaus

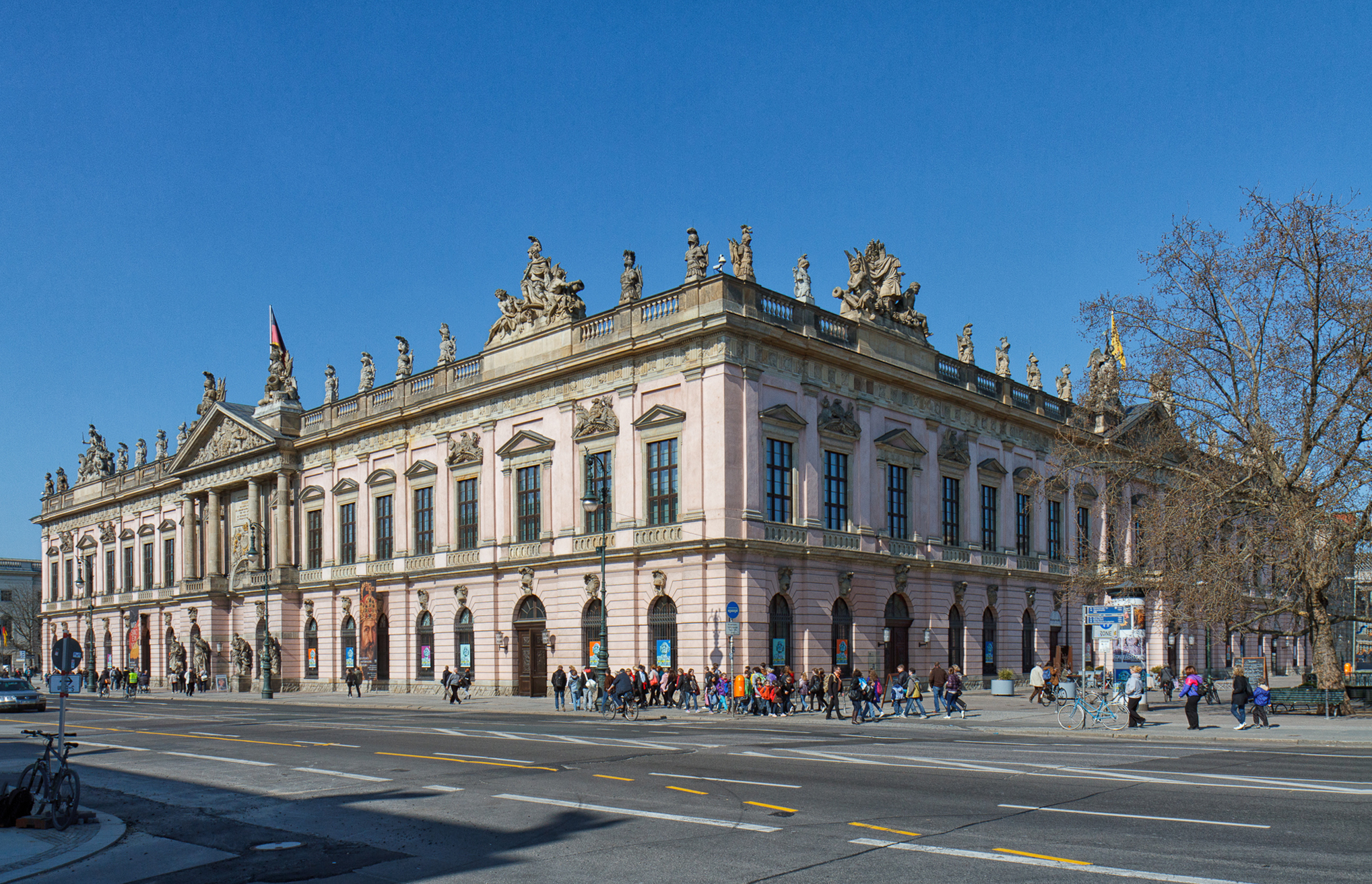
Zeughaus

Das lässt sich auch an der Baugeschichte und der Ausschmückung des Zeughauses in Berlin erkennen, an dem Schlüter 1698 bis 1699 tätig war. Von dem architektonischen Einfluss Schlüters ist äußerlich wenig erkennbar. Dem Gebäude, dessen Grundsteinlegung am 28. Mai 1695 stattgefunden hatte, lag ursprünglich ein Entwurf François Blondels zu Grunde, der während der Ausführung durch die nachfolgenden Bauleiter Nering, Grünberg, Schlüter und Jean de Bodt mehrfach geändert wurde. Schlüters plastische Arbeiten daran zählen zu den bedeutendsten Werken der deutschen Bildhauerei. Es sind die Schlusssteine des Erdgeschosses 1. an der Außenseite weit ausladende, reich verzierte Helme (kriegerischer Glanz, Ruhm, Ehre); 2. im Hof die Köpfe sterbender Krieger (Grausen des gewaltsamen Todes), 3. die Schlusssteine über den seitlichen Toren und dem der hinteren Achse, Meerfrauen und Gorgonenhäupter (Krankheit, Pestilenz, Elend). Wahrscheinlich von Schlüter sind zudem die Verdachungen über den Fenstern des Hauptgeschosses, die Holzschnitzereien an einigen vor der Königskrönung Friedrichs entstandenen Türen und vielleicht auch die Metopen des Kranzgesimses.

#### Berliner Schloss

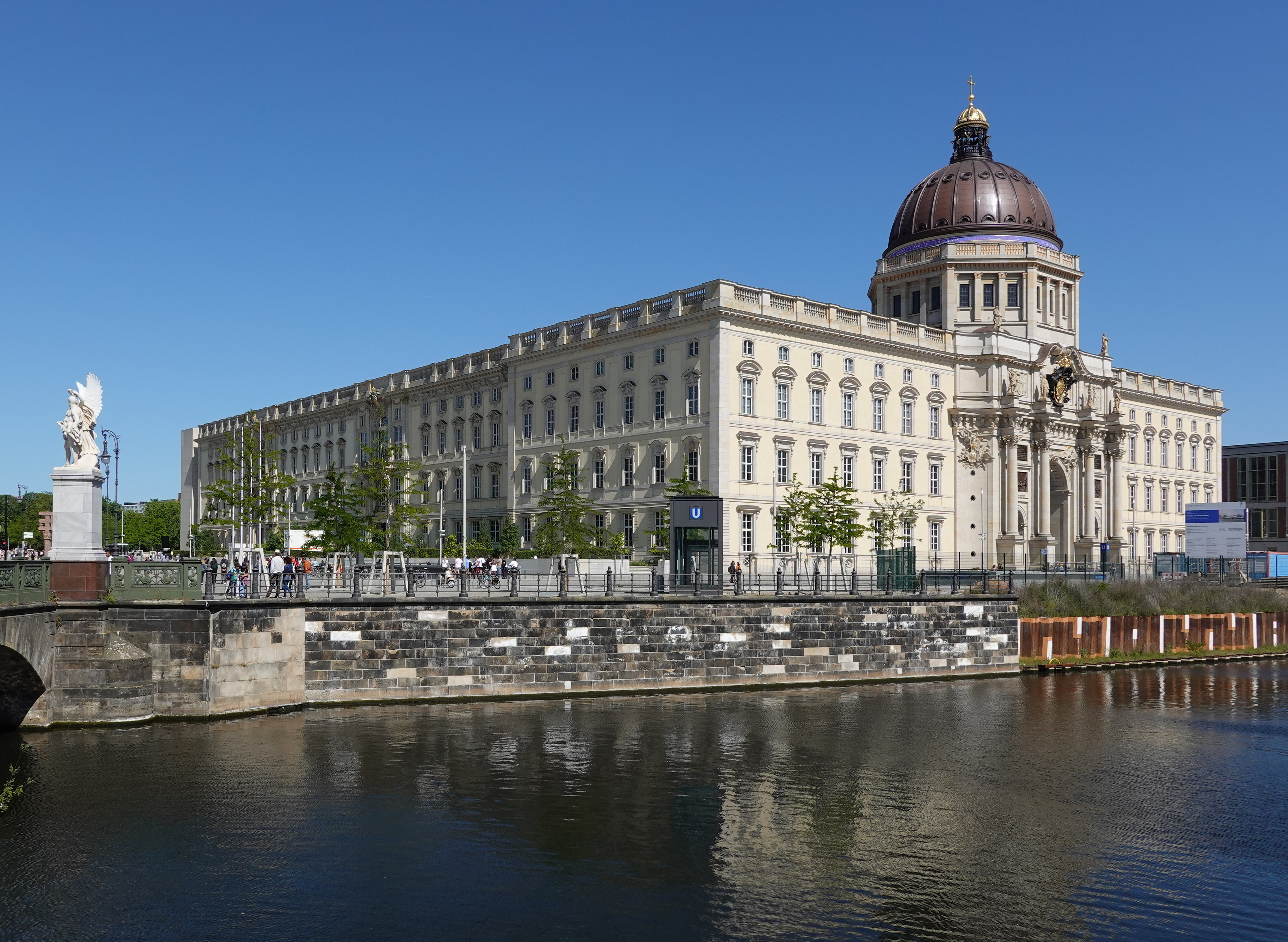
Berliner Schloss

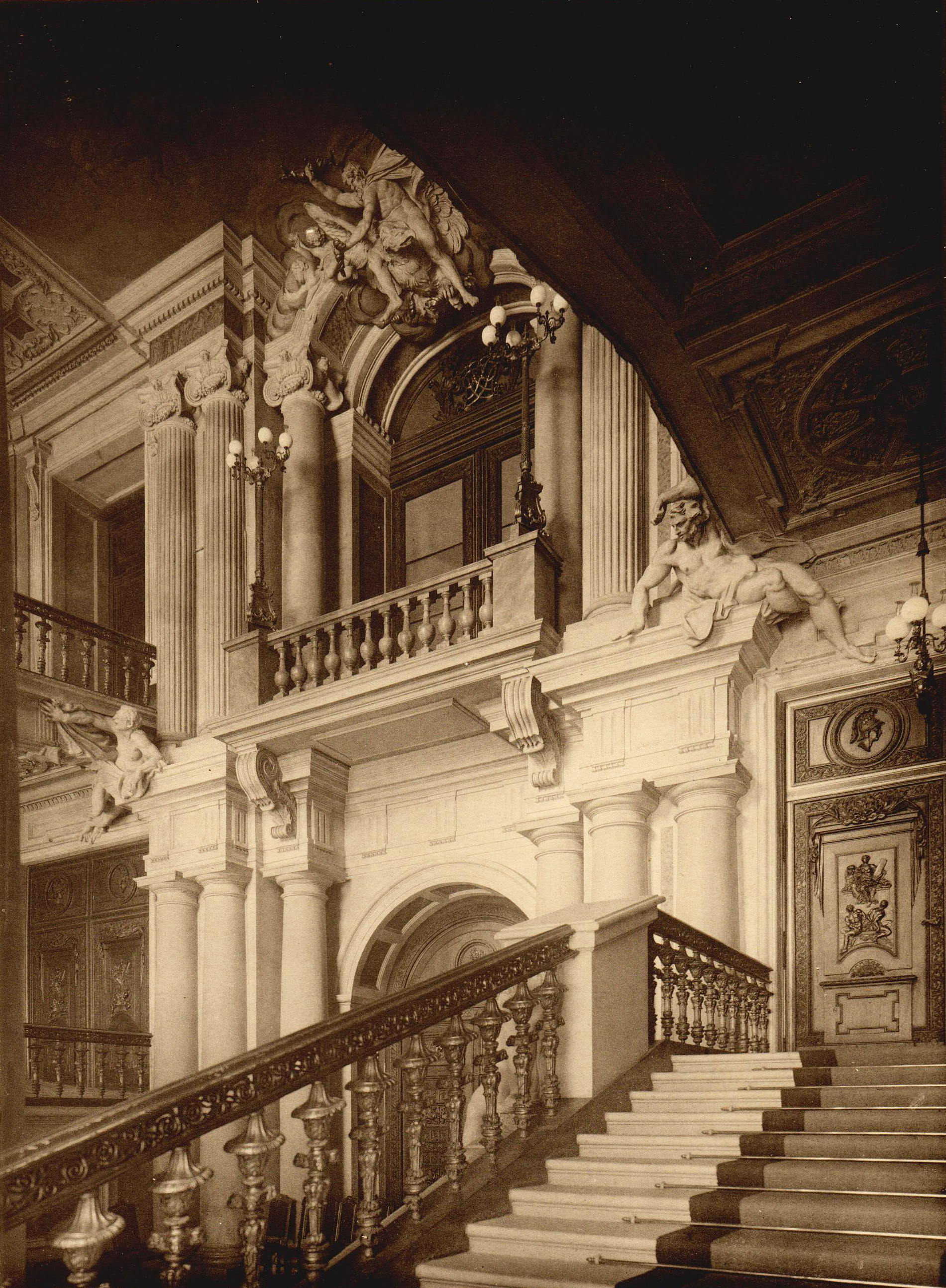
Großes Treppenhaus (Gigantentreppe)

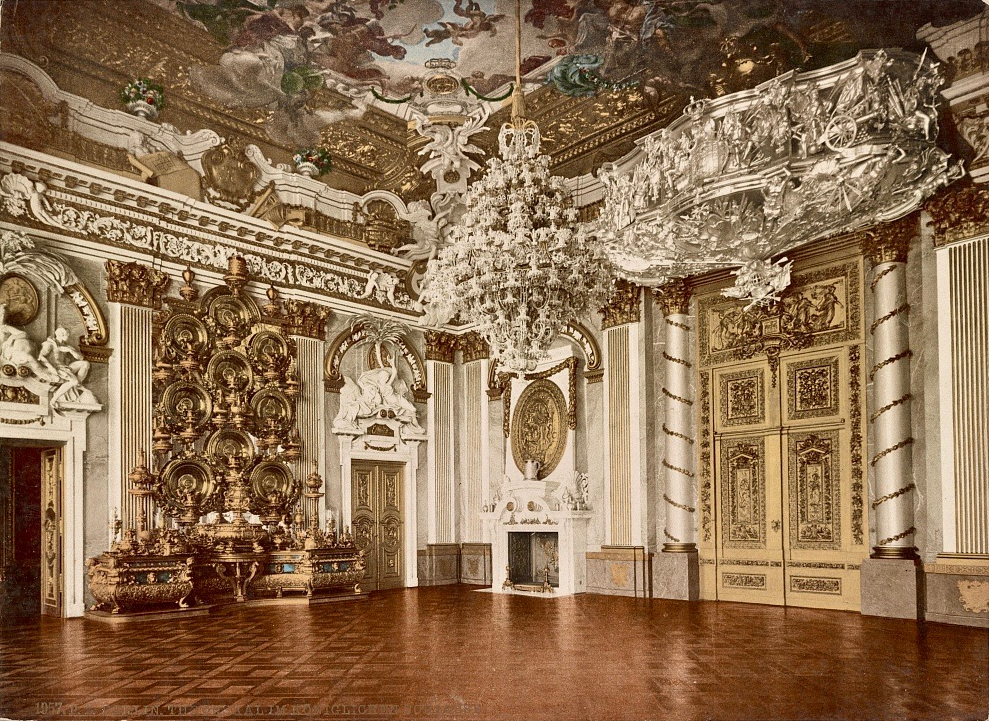
Rittersaal

Im Jahr 1698 begann Schlüters Tätigkeit am Berliner Schloss, am 2. November 1699 wurde er an Stelle von Grünberg leitender Architekt und zum Baudirektor ernannt, später, seit 1705, führte er den Titel Oberschlossbaudirektor. In diesem Jahr stand Schlüter auf dem Höhepunkt seiner Karriere am Berliner Hof; der König gewährte ihm in Anerkennung seiner Dienste 8.000 Taler Gratifikation. Die Aufgabe Schlüters beim Schloss, dessen ursprünglichen italienischen Bauplan er veränderte, war kein völliger Neubau, sondern bestand darin, die verschiedenen Bauteile um den Schlosshof zu einem harmonischen Ganzen zu fügen. Ursprünglich stand hier die vom Kurfürsten Friedrich II. im Jahr 1443 begonnene Burg, die 1538 in Formen der Renaissance, teilweise dem Hauptflügel des Schlosses Hartenfels in Torgau stilistisch entsprechend, in ein Schloss umgewandelt worden war. Zuerst war lediglich die Umbauung des später nach Schlüter benannten Hofes vorgesehen; später, und zwar durch Schlüters Nachfolger Johann Friedrich Eosander, kam die des heutigen Eosanderhofes hinzu. Von Schlüter stammen die Nord-, Ost- und Südfassade des ersten Schlosshofes mit ihren Portalen und Treppenhäusern, sowie die von Portal II und IV zur Spree liegenden Teile der Fassade am Schlossplatz und am Lustgarten. Die äußere Gestaltung der vierten Seite des Schlosshofes, wo die Trennungsbauten zwischen dem zweiten und ersten Schlosshof aus früherer Bauzeit stammten, blieb unberührt. Das für Schlüter bezeichnendste Werk am Äußeren des Schlosses sind die Portale I und V. Das Portal I, gleichsam als Triumphbogen für den am 18. Januar 1701 in Königsberg gekrönten und am 6. Mai in Berlin einziehenden König errichtet, zeigt auf hohem Sockel zwei mächtige Säulenpaare mit reich durchgebildeten Kapitellen, über denen ein schweres Gesims aufliegt.
Am 11. Dezember 1700 erhielt Schlüter die Order zur Ausstattung der Innenräume des Schlosses. Wahrscheinlich wurde der dem Portal I gegenüberliegende Schlossflügel zuerst begonnen, denn vor allem mussten Prunkräume für den Königshof geschaffen werden. Es sind die Säle des zweiten Obergeschosses der Fassade zum Schlossplatz, die Räume zwischen dem Großen Treppenhaus und dem Südflügel, als Hauptraum der Saal über Portal I, die Stuckdekorationen der Decke in dem Raum östlich des Saals und der große Vorsaal zum Schwarzen Saal, Kamine und Eichentüren; außerdem die ehemalige Schlosskapelle mit der Orgelempore (später Kapitelsaal), 1706 durch Eosander verkürzt, und die vier großen Reliefgruppen, Weltteile als Supraporten, die Pilaster mit reichen korinthischen Kapitellen, das Gurtgesims und die Türen im Rittersaal. Mit dem Berliner Schloss, seinem Großen Treppenhaus und seinen königlichen Paradekammern schuf Schlüter das Hauptwerk der Barockarchitektur in Deutschland. Die Repräsentationsräume des Schlosses zwischen Schweizersaal und Rittersaal wurden nach Gurlitt nicht von Schlüter selbst ausgestattet, während andere Quellen sie als Schlütersche Leistung in Anspruch nehmen.

#### Münzturm

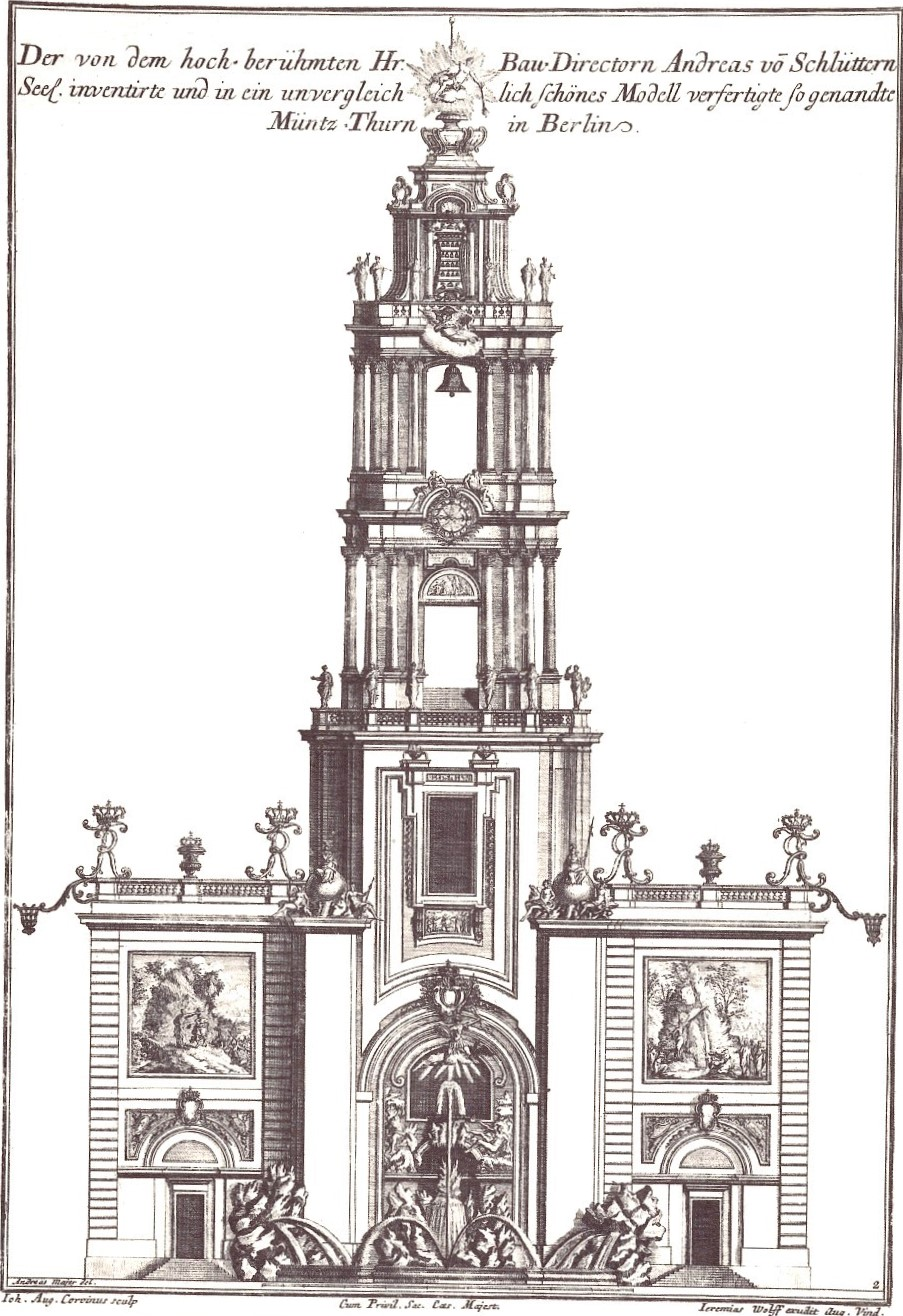
Münzturm, 3. Entwurf von 1706

Neben der Ausstattung der Schlossräume beschäftigte Schlüter die Errichtung des Münzturms, auf den Grundmauern eines an der Nordwestecke des Schlosses bereits vorhandenen Wasserturmes, der dazu dienen sollte, die Behälter für die Wasserspiele des Lustgartens und ein vom König für 20.000 Taler in den Niederlanden gekauftes Glockenspiel zu tragen. Aus dem Jahr 1701 stammt Schlüters vom König genehmigter erster Entwurf, 1702 wurde der Bau begonnen. Auf den beiden vorhandenen unteren Geschossen sollten sich drei verjüngende Obergeschosse korinthischer Ordnung erheben und durch eine die Königskrone hochhaltende Frauenfigur abgeschlossen werden. Doch schon Ende 1703 zeigten sich, da das alte Fundament zu schwach war, gefährliche Risse und Ablösungen. Darauf legte Schlüter dem König neue Pläne und ein Modell vor, wobei eine erneute Verstärkung von unten herauf vorgesehen war. Auch dieser veränderte zweite Entwurf zeigt den Ideenreichtum und das Kompositionstalent Schlüters. Der neue Turm sollte noch höher als der erste werden. Da die Basisbreite durch die Verstärkungen vergrößert war, erhielten die Säulenhallen in den oberen durchbrochenen Geschossen eine geschickte Veränderung. Auch das Wasserschloss am Turmfuß wurde insofern durch die Verstärkungen verändert, als dadurch eine große Nische entstand. Diesen Teil beabsichtigte Schlüter mit einem Gigantensturz teils in Statuen, teils in Hochrelief zu schmücken. An der Ausbildung der Rückfront mit dem hoch aufgetürmten Steinpfeiler und der Ausgestaltung der altanartig abgeschlossenen Seitenflügel ist jedoch deutlich erkennbar, wie Schlüter in der Not an seine Grenzen kam. Bis Mitte 1706 war der Turm auf 60 Meter Höhe gewachsen, als durch eine erneute Absenkung – 2,5 Fuß zur Schlossfreiheit und 1,5 Fuß zum Lustgarten – die bis dahin verheimlichte Gefahr unübersehbar wurde. Am 25. Juni 1706 um 1 Uhr nachts ließ Schlüter den Abbruch des Turms beginnen und reichte einen währenddessen angefertigten dritten Entwurf ein, der aber fast bis ins Detail auf Nerings alten Entwurf zurückging. Die vom König über den gescheiterten Bau des Münzturms eingesetzte Untersuchungskommission, der Eosander, Grünberg und Leonhard Christoph Sturm angehörten, entschied zu Ungunsten Schlüters; 1707 wurde er als Baudirektor hinter seinem Nachfolger Eosander aufgeführt, und 1708 fehlte sein Name ganz in der Liste des Hofbauamtes. Im Jahr seines Sturzes 1706 hatte Schlüter noch für Friedrich I. in Freienwalde ein 1722 bereits wieder abgetragenes Sommerschloss errichtet.

#### Reiterdenkmal des Großen Kurfürsten

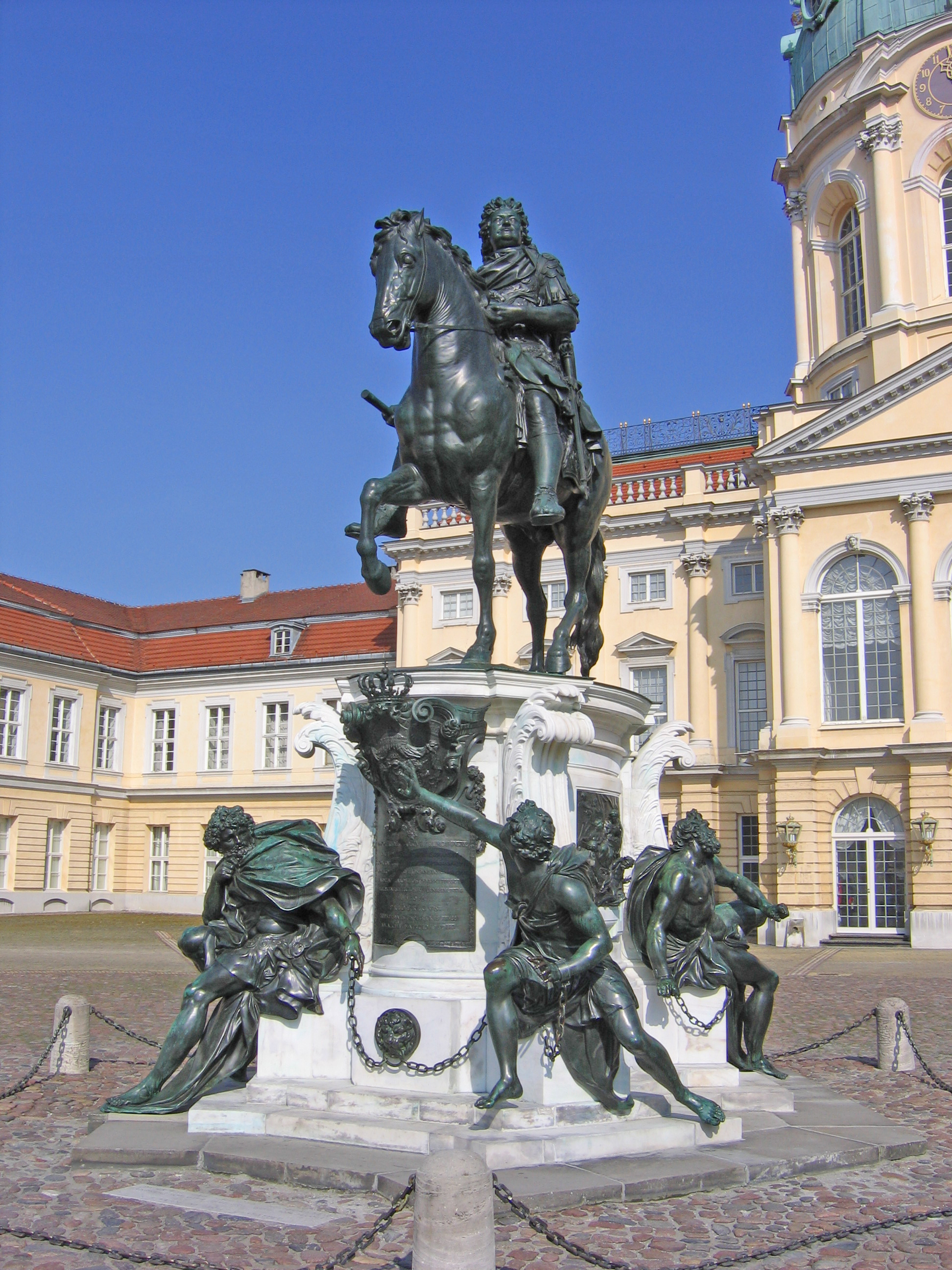
Reiterdenkmal des Großen Kurfürsten

In die ersten Jahre seiner Berliner Zeit fällt die Vollendung von Schlüters bedeutendster Bildhauerarbeit, der Reiterstatue des Großen Kurfürsten auf der Langen Brücke (heute vor dem Schloss Charlottenburg). Bereits im Jahr 1698 erfolgte unter Schlüters Leitung die Herstellung des für den Guss bestimmten Modells; der Guss selbst fand am 2. November 1700 durch Johann Jacobi statt, am 23. Juli 1703 wurde die Statue enthüllt. Die Eckfiguren des Sockels waren bereits 1702, also im ersten Entwurf Schlüters, vorgesehen und wurden von seinen Gehilfen hergestellt; nach den Entwürfen Johann Friedrich Wentzels modellierten diese außerdem die Basreliefs an den Seiten des Sockels. Schlüter diente dabei als Modell ein Pferd des Markgrafen Philipp Wilhelm von Brandenburg-Schwedt, das Johann Christof Merck in der Größe und mit der fast gleichen Beinstellung wie an der Statue malte. Danach wurde ein vergoldetes Gipsmodell mit dem Reiter angefertigt und, durch eine Verdachung geschützt, so lange auf der Langen Brücke aufgestellt, bis der Bronzeguss vollendet war. Der Kurfürst ist in flatterndem Mantel über einem reich geschmückten Panzer dargestellt, der unbedeckte Kopf wendet sich nach links, die Rechte hält den Feldherrnstab, die Linke die Zügel; fest und gerade sitzt der Reiter auf dem ausschreitenden Pferd. Ross und Reiter wirken wie eine einzige Figur, wie von gleichem Drang nach vorwärts erfüllt. Trotz der Porträthaftigkeit, des lockigen Haars, der geschwungenen Nase, des starken Kinns, die dem Kopf des Großen Kurfürsten einen festen Ausdruck verleihen, schuf Schlüter damit ein Hauptwerk der Barockplastik. Nur eine Reiterstatue ist mit Schlüters Großem Kurfürsten zu vergleichen, und zwar Andrea del Verrocchios Colleoni. In Venedig der Typus des kühnen Condottiere, in Berlin der Typus des entschlossen nach der Vergrößerung und Entwicklung seines Landes strebenden Herrschers. Das Standbild geht in seiner Haltung in letzter Linie auf die Reiterstatue Mark Aurels in Rom zurück, von dem die Berliner Akademie zu Schlüters Zeit einen Abguss besaß. Für das Bildnis kommen weiter die Reiterstatuen Ludwigs XIV. von François Girardon in Paris und von Antoine Coysevox in Rennes in Betracht; außerdem die Reiterstatuen Alessandro und Ranuccio I. Farneses von Francesco Mochi in Piacenza, die Schlüter vielleicht auf seiner Reise nach Rom gesehen hat.

#### Schloss Charlottenburg
Schlüters Anteil an der Ausschmückung des Schlosses Charlottenburg lag nur in bildhauerischen Leistungen, nach Gurlitt wie folgt: „Ein ovales Relief am Kamin des alten Nordwestzimmers, vier große, später hierher versetzte Reliefs in den beiden Sälen unter dem Thurme, die Pilaster und das Gebälk mit schönem Kinderfries, großartigen naturalistischen Blumenvasen, breit modellierten und lebhaft bewegten Zwickelfiguren im ovalen Saale des Obergeschosses. Ferner aus den zwischen 1701 und 1704 erbauten Schlosstheilen, die ganze Einrichtung der drei Zimmer im Erdgeschoß, welche an die Südostecke des alten Baues anstoßen, die schönen eigenartig profilirten Deckengesimse, die prächtigen mit ovalen Reliefs geschmückten, aber etwas flüchtig ausgeführten Supraporten, der Kamin im mittleren Raume, ein flott modelliertes Schmuckstück, das Relief im Speisesaal, Flora und Zephir, zwei Reliefs in den Arbeitszimmern Friedrich Wilhelm’s III. im 1. Stock, Moses und die Schlange, und die heiligen drei Könige.“ Dagegen verneint Gurlitt anders als Friedrich Nicolai, dass die Deckenfiguren des Audienzzimmers König Friedrichs I. von Schlüter ausgeführt seien, vielleicht nur von ihm entworfen.

#### Prunkgrabmale des Königspaares

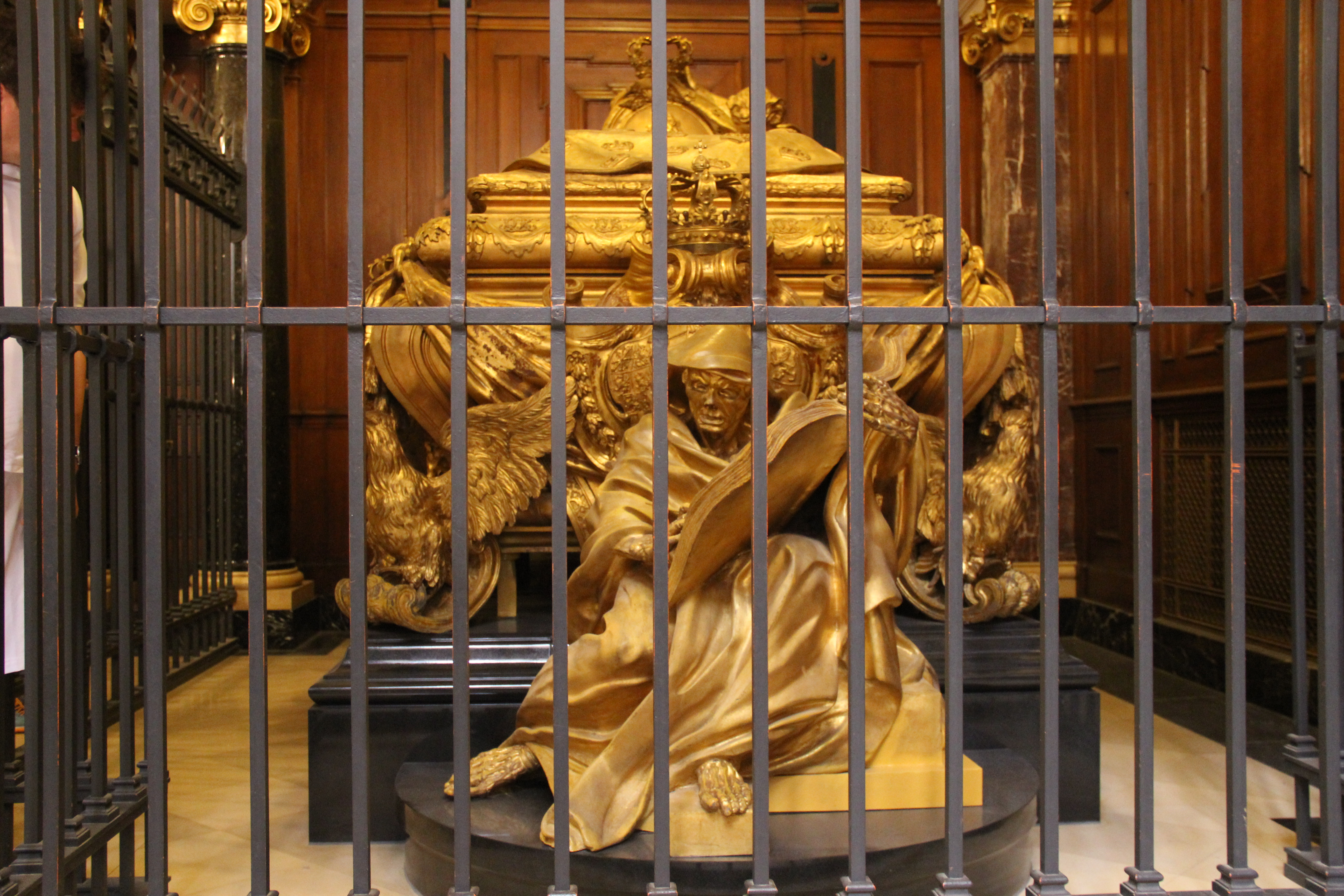
Prunkgrabmal Königin Sophie Charlottes

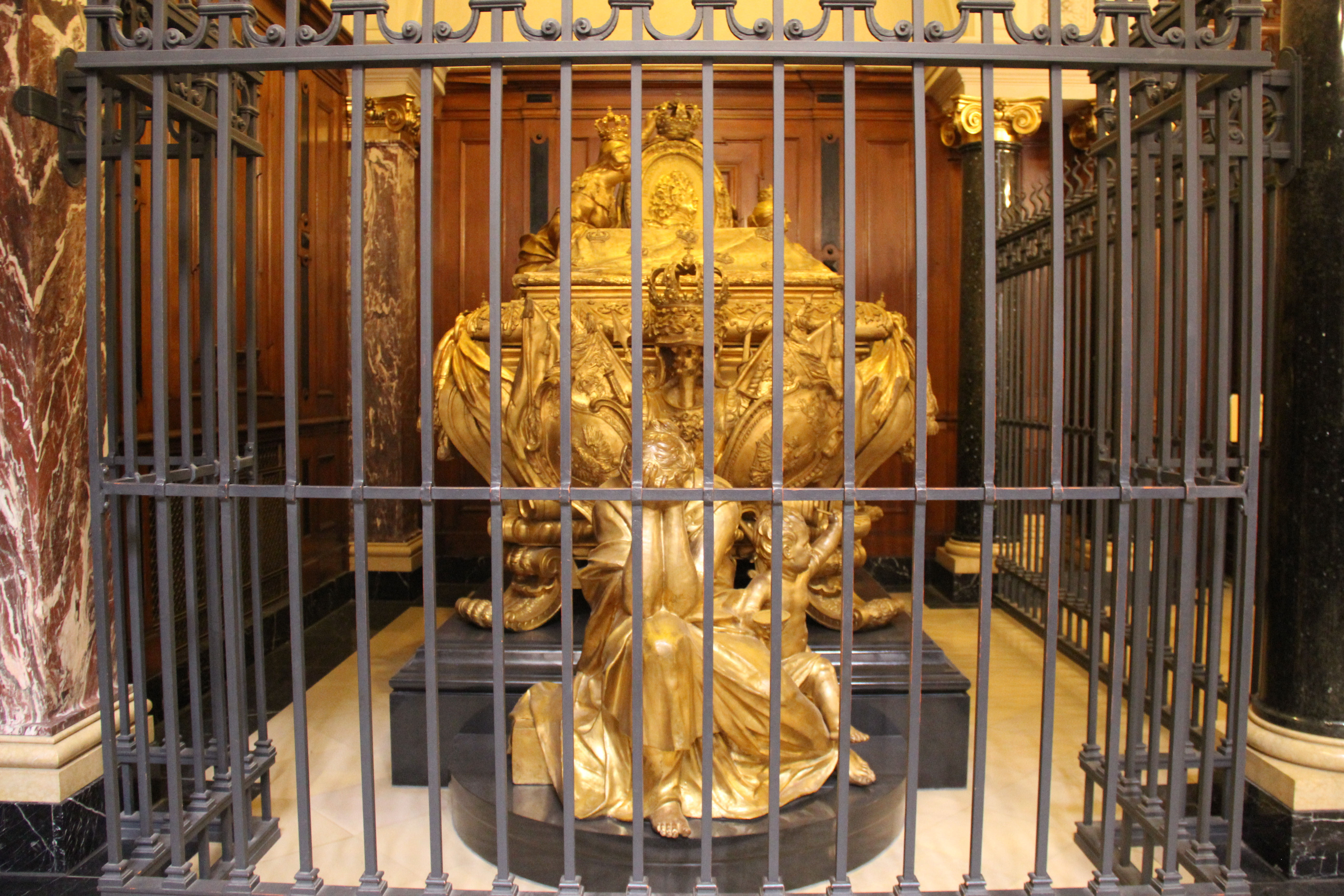
Prunkgrabmal König Friedrichs

Nach Schlüters Entwurf wurden einige Sarkophage in der Gruft des Berliner Doms ausgeführt. Zwei kleinere, auf Löwenfüßen ruhende, mit Wappen an den Stirnseiten für die in frühem Alter 1701 und 1704 verstorbenen Kinder des Markgrafen Philipp Wilhelm von Brandenburg-Schwedt, und der reicher ausgestattete Zinnsarkophag des 1711 verstorbenen Markgrafen selbst, der erst 1714 fertiggestellt war. In den hervorragend gearbeiteten Reliefs der Langseiten (der Markgraf in Begleitung von Mars und Merkur), in den Rüstungs- und Waffenstücken, den Kartuschen und anderem Beiwerk zeigt sich Schlüters Können auch für Kleinplastik. Künstlerisch bedeutender sind die beiden von Jacobi gegossenen Prunkgrabmale für das preußische Königspaar Friedrich I. und Sophie Charlotte (heute in der Predigtkirche). Der reich geschmückte Sarkophag der Königin trägt an den Seiten auf die Tugenden der Königin sich beziehende Reliefs und steht auf vier als Adler ausgebildeten Füßen; kniende Rosse, das Wappentier Sophie Charlottes, halten an den Längsseiten Inschriftkartuschen. Am Kopfende des Sarges heben zwei weibliche Genien ein gekröntes Reliefbrustbild der Königin hoch, das von dem sich über den ganzen Sarkophag ausbreitenden Krönungsmantel eingefasst ist. Ist hier der Glanz und der Reichtum des Lebens dargestellt, so ist der Gegensatz dazu ausgedrückt durch die am Fußende des Sarges sitzende, in ein Leichentuch eingehüllte Figur des Todes, die gerade dabei ist, den Namen Sophie Charlottes auf die eherne Tafel der Geschichte zu schreiben. Das Gegenstück, jedoch noch reicher verziert, ist der Sarkophag des Königs. Am Kopfende lehnen zwei weibliche Figuren, als Brandenburg und Preußen gekennzeichnet, die das gekrönte und ebenfalls von dem über den Sarkophag wallenden Krönungsmantel eingefasste Reliefbrustbild Friedrichs I. halten. An den Seiten des Sarkophags sind in Reliefs die Haupttaten des Königs dargestellt, während Inschriften auf den von Adlern getragenen Kartuschen die Verdienste Friedrichs I. rühmen. Zwischen Trophäen an der Vorderseite sind die wichtigsten vom König getragenen Orden abgebildet, der Schwarze Adlerorden, der Hosenbandorden und der Elefantenorden. Wie bei dem Sarkophag der Königin ist auch bei dem des Königs im Gegensatz zu Ruhm und Pracht der Vergänglichkeit Ausdruck verliehen durch eine am Fußende des Sarges sitzende, weinend das Gesicht in die aufgestützten Hände verbergende Frauenfigur, zu deren Seite ein Seifenblasen machender Putto steht.

#### Villa Kameke
Von dem Jahr seines Sturzes 1706 bis zum Dezember 1712 sind keine Nachrichten über Schlüter vorhanden. Nur ein Gebäude ist sicher in dieser Zeit von ihm errichtet worden, die 1712 vollendete Villa Kameke für den preußischen Generalpostmeister Ernst Boguslav von Kameke in der Dorotheenstraße in Berlin. Die malerisch gestalteten Fassaden mit teils von allen akademischen Regeln abweichenden Formen, zeigen architektonische Schwächen, die Schlüter geschickt durch plastische Arbeiten versteckte. An einen barock geschweiften Mittelbau lehnen sich niedrigere Seitenflügel an, die jedoch nicht herkömmlich mit ihm verbunden sind, da nur das Gesims des Erdgeschosses in den Mittelbau übergeht, der durch teils verkröpfte, teils um die Ecken sich wiederholende Pilaster gegliedert ist. Plastische Gardinen bilden den oberen Abschluss der Seitenflügelfenster. Der Bau hat keine Attika, sondern das Dach schneidet unvermittelt ab und auf ihm stehen lebhaft bewegte Figuren. Der künstlerische Gesamteindruck des Gebäudes wird durch die bildhauerischen Arbeiten verstärkt. Von diesen sind hervorzuheben die oben genannten Bekrönungsfiguren der Fassaden und die Kartuschen sowie die Putten an der Gartenfassade. Festlich ist der Hauptsaal des Gebäudes dekoriert. Während das Mittelfeld für ein Gemälde bestimmt war, schmückt Kartuschenwerk die große Kehle. Die bedeutendsten Ausstattungselemente des Saales aber sind an den drei Seiten und in den Zwickeln der vierten Seite die Darstellungen der vier Weltteile; Arbeiten mit Figuren voll Leben und Bewegung. Wahrscheinlich von Schlüter in dieser Zeit entworfen, aber von seinem Schüler Martin Heinrich Böhme verändert ausgeführt, ist das Palais Creutz in der Klosterstraße in Berlin. Nach einem bei Jeremias Wolff in Augsburg erschienenen Stich wird der Entwurf eines Marstalls, in den Formen der Villa Kameke verwandt, als Werk Schlüters bezeichnet. Viel von der Eigenart Schlüters hat auch das Portal des Palais Grumbkow, später im Hof der Oberpostdirektion in der Königstraße in Berlin (nicht erhalten). Hervorragende kunstgewerbliche Arbeiten, welche den Stil oder den Einfluss Schlüters zeigen, sind der goldene 66-Ender-Hirschpokal von Daniel Männlich in der Kunstkammer des Berliner Schlosses (heute auf der Burg Hohenzollern) und der silberne Nautiluspokal von Bernhard Quippe im Grünen Gewölbe des Dresdner Residenzschlosses. Bei der Entstehung der 1704 von Jacobi gegossenen, 100 Pfund schweren Kanone Asia wird die Mitwirkung Schlüters angenommen.

#### Kleinere Arbeiten

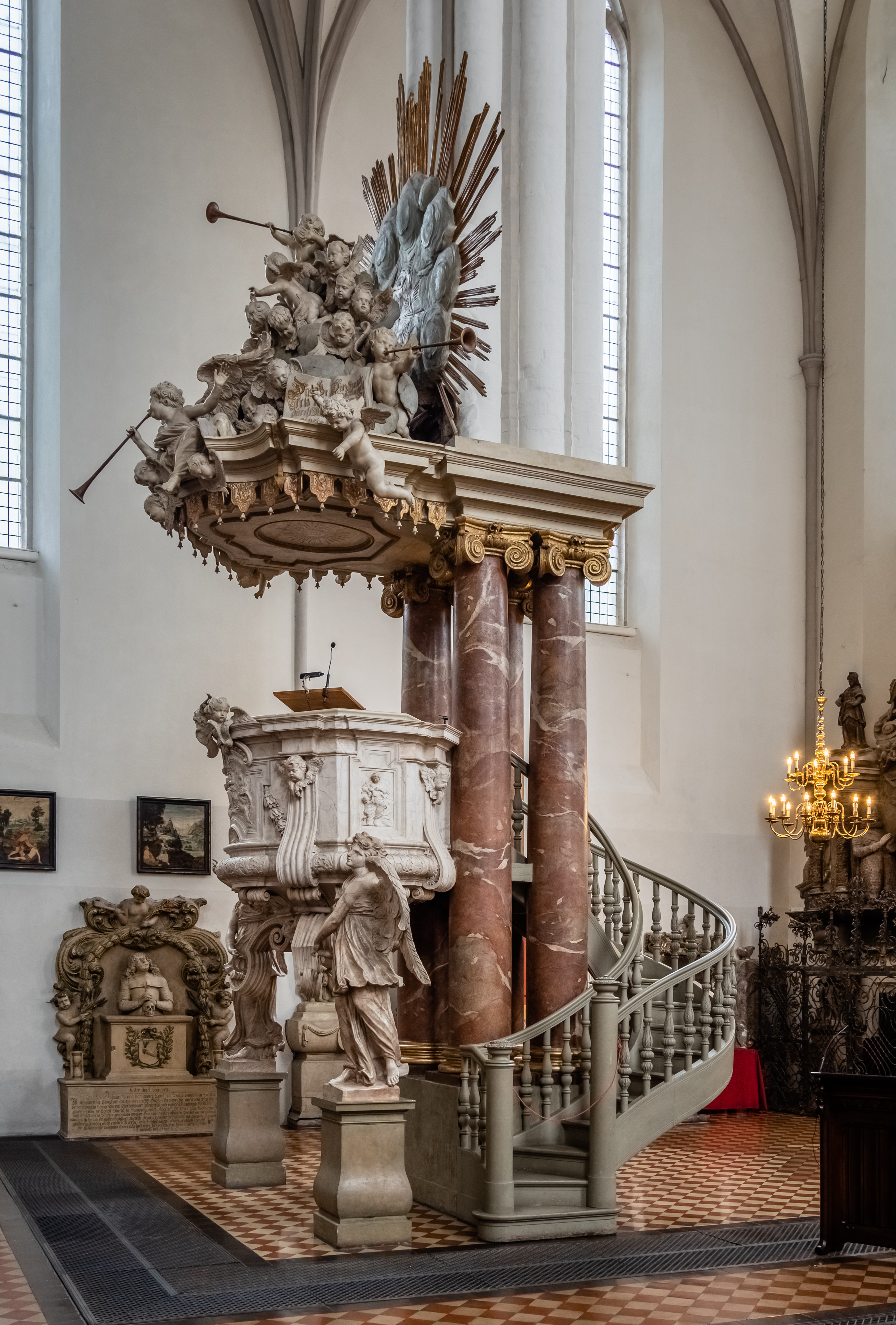
Kanzel in der Marienkirche Berlin

Schlüter, der das gesamte Kunstleben Berlins in seiner Zeit so stark beeinflusste, dass seine Art selbst in dem gleichzeitigen Kunstgewerbe Berlins zu erkennen ist und sich mit Recht von einem Schlüterschen Stil sprechen lässt, hat auch eine Anzahl kleinerer Arbeiten ausgeführt. Darunter nimmt das Grabmal für den Hofgoldschmied Daniel Männlich aus dem Jahr 1700 in der Nikolaikirche eine wichtige Stellung ein. Über einem Tor mit schräg angeordneten Gewändepfosten, deren Schlussstein als Inschrifttafel dient, liegt eine geschweifte Barockverdachung auf, über deren Mitte sich eine Urne mit den Reliefbildnissen des Ehepaars Männlich erhebt. Quer hinter der Urne liegt in einen weiten Mantel gehüllt der Tod, der ein unbekleidetes Kind trägt, und zu seinen Füßen ruht, halb aufgerichtet, ein weinender Genius. Der grausige Gegensatz zwischen Leben und Tod ist dort dem barocken Zeitgeschmack entsprechend treffend zum Ausdruck gebracht. Bemerkenswert ist die Darstellung des Todes, der nicht als Knochenmann, sondern wie mit sehniger Haut überzogen erscheint. Ein weiteres kleines, aber herausragendes Werk ist die Bronzebüste des Landgrafen Friedrich II. von Hessen-Homburg (heute im Schloss Bad Homburg).
Unter den kleineren Arbeiten Schlüters sind des Weiteren die Kanzel der Marienkirche in Berlin von 1703, deren Predigtstuhl von zwei Konsolen haltenden Engeln getragen wird und die eine gestalterische Verwandtschaft mit niederländischen Werken aufweist, sowie der 1708 vollendete Altar in der Nikolaikirche in Stralsund von Bedeutung. Schlüter verwendete eine das Mittelschiff der Kirche teilende Schranke, die aus sechs Säulen mit einem darüber liegenden Querbalken besteht. Die Zwischenfelder der äußeren Säulenpaare sind mit schmiedeeisernen Gittern gefüllt, das der Mitte enthält den Altar, und die beiden an den Seiten des Altares sind als Türen wie bei einem Lettner vorgesehen. Den auf den Säulen ruhenden Balken nutzte Schlüter beim Altar als Architrav, stellte vor die Säulen noch je ein Paar, die Rundgiebelansätze tragen, zwischen denen eine von Thomas Phalert ausgeführte Schnitzerei der Abendmahlszene so angebracht ist, dass sie an einem darüber befindlichen, mit Ketten an einem unter dem Gewölbe eingespannten Balken befestigten Kruzifixus hängt. An den Säulenfüßen befinden sich Postamente mit Engelstatuen, die gleichsam als Wappenhalter das Altarbild, eine geschnitzte Wolkenglorie mit dem Auge Gottes, flankieren.

### Russland
Die erste sichere Nachricht über Schlüter nach seinem Sturz stammt aus dem Jahr 1713. Nach Peter Wallé trat Schlüter 1713 durch Vermittlung des Generals Jacob Daniel Bruce für ein Jahresgehalt von 3.000 Talern als Architekt und Lehrer an der Sankt Petersburger Akademie in den Dienst Peters des Großen. Er erhielt als Zeichen der Zufriedenheit des Zaren ab dem 1. Januar 1714 das doppelte Gehalt von 5.000 Rubel und wird in einem Schreiben Peters des Großen vom 2. Mai 1714 als Baudirektor bezeichnet. Schlüter war mit einer Anzahl von Handwerkern nach Sankt Petersburg gekommen. Es wurde ihm eine Wohnung im Sommerpalais zugewiesen, damit er in der Nähe des Zaren war, der ihn häufig in seinem Atelier besuchte. An einer Stelle im Tagebuch Bruces, der bei Schlüter zeichnete, steht: „Er hatte zu dieser Zeit eine große Zahl von Geschäften in seiner Hand, indem er Paläste, Häuser, Akademien, Manufacturen, Druckereien u. s. w. baute [...] Schlüter war von schwacher, kränklicher Constitution, und da er überbürdet wurde mit immerwährenden Geschäften, so ward er krank und starb, nachdem er nur ein Jahr in Petersburg gewesen.“
Obwohl in dem oben genannten Schreiben des Zaren vom Mai 1714 steht, dass nach den Angaben Schlüters die Errichtung des Sommerpalais an der Newa, die Arbeiten für die Wasserspiele an der Fontanka, die Vollendung der Orangerien im Sommergarten erfolgten, und Schlüter darüber hinaus die Errichtung der Lustschlösser in Peterhof übertragen worden war, kommen für die kurze Zeit Schlüters in Sankt Petersburg nur das Sommerpalais und die Grotte im Sommergarten in Betracht. Schlüter war für die entstehende Hauptstadt wohl in erster Linie mit Entwürfen und Plänen für Gebäude beschäftigt, er hatte wohl auch einen wesentlichen Anteil an dem Bebauungsplan der neuen Residenz, sein Einfluss zeigt sich an Ehrenpforten auf der Festungsseite und auf dem Newski-Prospekt, sowie an den Pavillons im Sommergarten. Dass die grundlegenden Vorarbeiten für das neue Winterpalais und auch für die neue Akademie bereits von Schlüter geleistet worden waren, beweist die rege Tätigkeit, die Georg Johann Mattarnovi gleich nach Schlüters Tod an diesen Gebäuden ausübte. Neben diesen vielfältigen Aufgaben beschäftigte Schlüter das Problem eines von Bruce beschriebenen Perpetuum mobile, das darin bestand, dass im Inneren eines Messinggestells eine Kanonenkugel durch Federkraft zu ständigem Rundlauf über Hohlplatten angetrieben wurde. Der Zar brachte diesem Modell großes Interesse entgegen und schloss sich oft mit Schlüter in dem Raum ein, in dem das Perpetuum mobile aufgestellt war. Die komplizierte Maschine verursachte jedoch durch Springen der Federn und Räder häufig Reparaturen und nahm ihrem Entwickler viel von seiner Arbeitszeit.
Als Schlüter nach Sankt Petersburg umzog, hatte er seine Familie in großer Armut und Verschuldung in Berlin zurückgelassen. Die letzten Schriftstücke, die seinen Namen enthalten, sind Erörterungen des Senats über rückständige Gehälter der bei den Bauten beschäftigten Gehilfen Schlüters, Briefe des Gießers Jacobi über das an Schlüter gewährte Darlehen und des um Schlüters Stelle als Baudirektor sich bemühenden Architekten Heinrich Reetz aus Berlin vom Januar 1715, schließlich die Bittschriften der Witwe Anna Elisabeth vom Juni 1715 an den Zaren um Gewährung eines Gnadengehaltes und des in der russischen Hauptstadt lebenden Sohnes David vom Mai 1715 an Peter den Großen, um den nicht unerheblichen Gehaltsrest des verstorbenen Vaters von 1.125 Rubel für die wahrscheinlich abschläglich beschiedene Mutter zu bekommen. Nach Ladendorf starb Schlüter vor dem 23. Juni 1714, als die Todesnachricht in Berlin eintraf, in Sankt Petersburg. Weder ein Bild noch ein Grab sind überliefert.

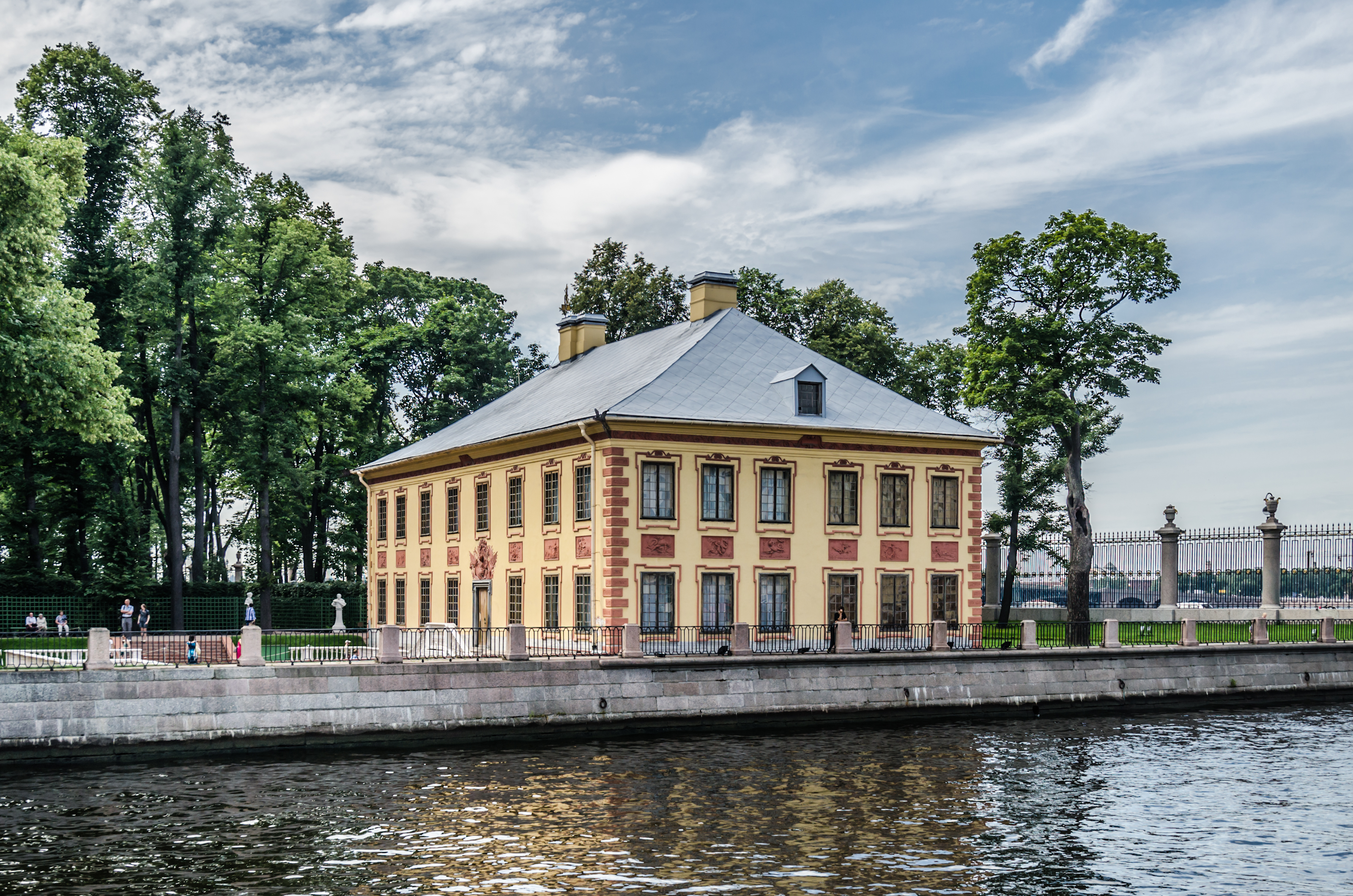
Sommerpalais Peters des Großen
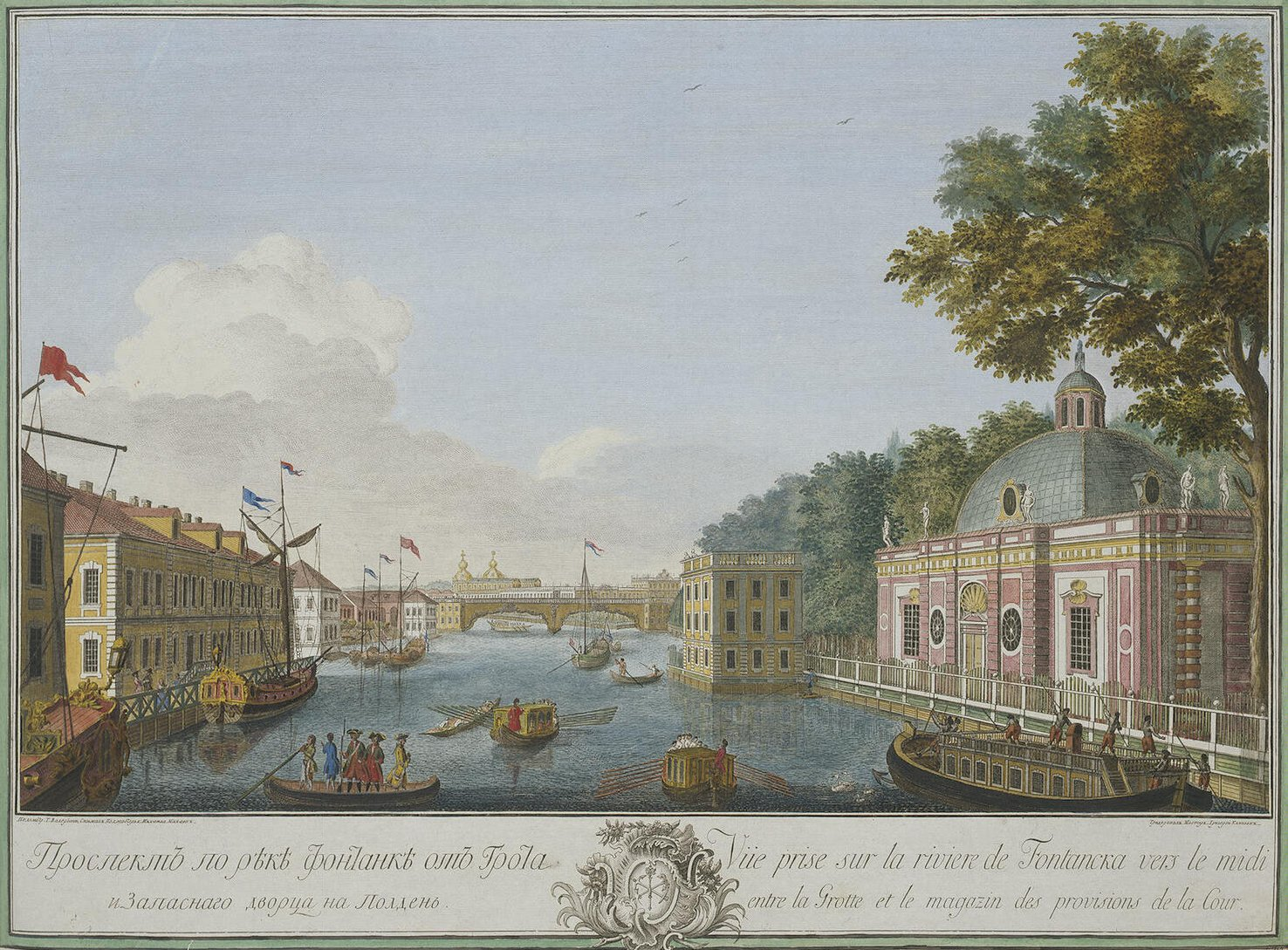
Grotte (rechts) im Sommergarten

## Werke (Auswahl)

### Polen
- Palais Krasiński, Warschau, 1689–94 (Zuschreibung)
- Schloss Wilanów, Warschau, 1689–93 (Zuschreibung)

### Preußen
- Statue Friedrich III. von Brandenburg, Berlin, 1696/97
- Zeughaus, Berlin, 1696–99
- Gießhaus, Berlin, 1698/99 (nicht erhalten)
- Reiterstatue des Großen Kurfürsten, Berlin, 1698–1703
- Berliner Schloss, 1698–1706
- Grabmal Daniel Männlich, Nikolaikirche Berlin, 1700
- Büste Friedrich II. von Hessen-Homburg, Schloss Bad Homburg, 1702–04
- Palais Wartenberg, Berlin, 1702–04 (nicht erhalten)
- Münzturm, Berlin, 1702–1706 (nicht erhalten)
- Marstall, Berlin, 1703 (Entwurf)
- Kanzel, Marienkirche Berlin, 1703/04
- Prunkgrabmäler Sophie Charlotte und Friedrich I. von Preußen, Berliner Dom, 1705/1713
- Altar, Nikolaikirche Stralsund, 1706
- Berliner Dom, 1712 (Entwurf)
- Villa Kameke, 1711/12 (nicht erhalten)

### Russland
- Sommerpalais, 1713/14 (Zuschreibung)
- Sommergrotte, 1713/14 (Zuschreibung)[21]

## Rezeption
Schlüter gilt neben Johann Bernhard Fischer von Erlach als Begründer der spätbarocken deutschen Architektur. Er prägte das norddeutsche Barock und wurde deshalb von seinen Zeitgenossen als „Michelangelo des Nordens“ verehrt.

### Kunst
- Relief am Berliner Rathaus
- Statue im Alten Museum Berlin (magaziniert)
- Büste in der Siegesallee Berlin (heute in der Zitadelle Spandau)
- Statue in der Technischen Universität Berlin (nicht erhalten)
- Relief im Hamburger Rathaus
- Statue an der Kunsthalle Hamburg

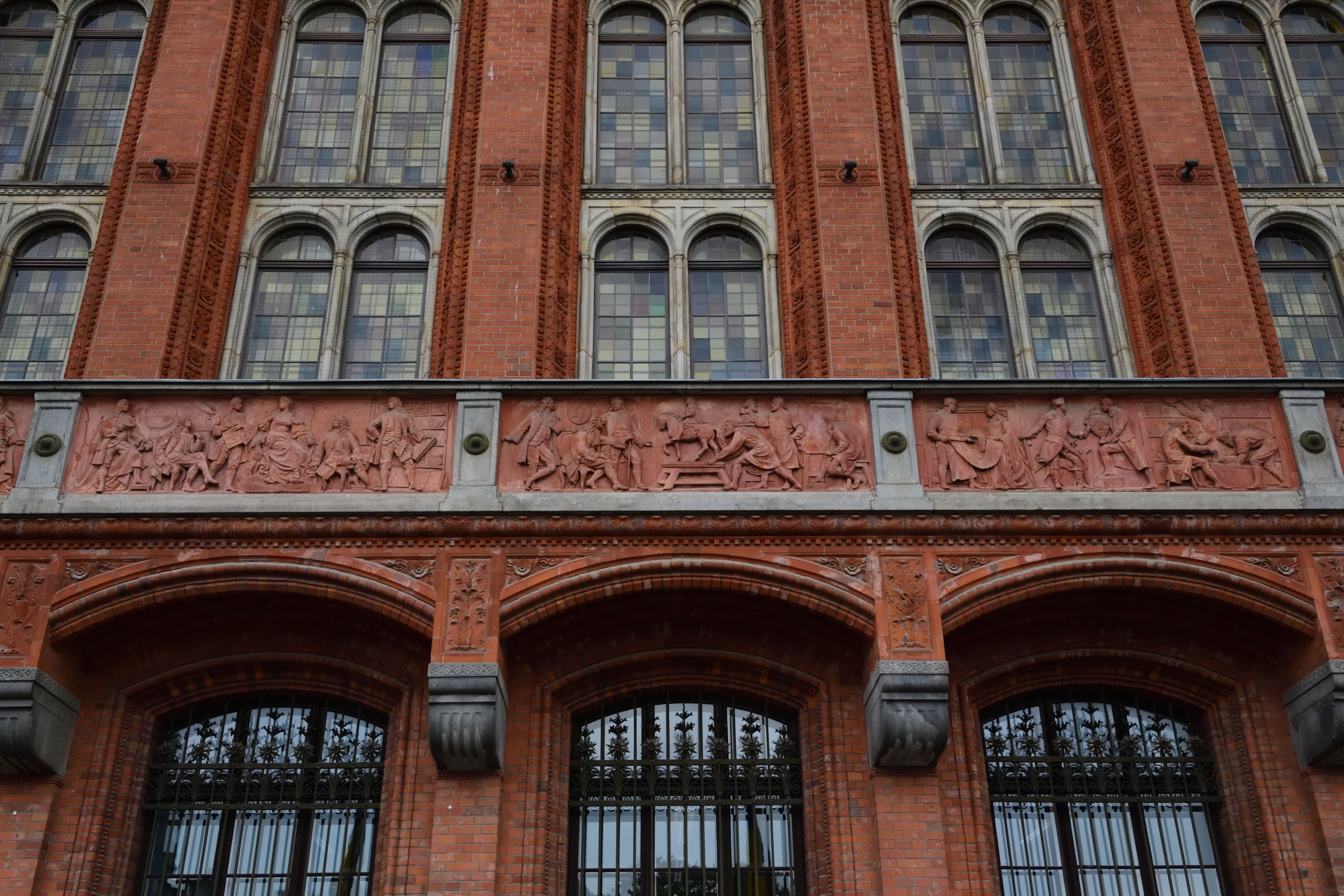
Relief am Berliner Rathaus
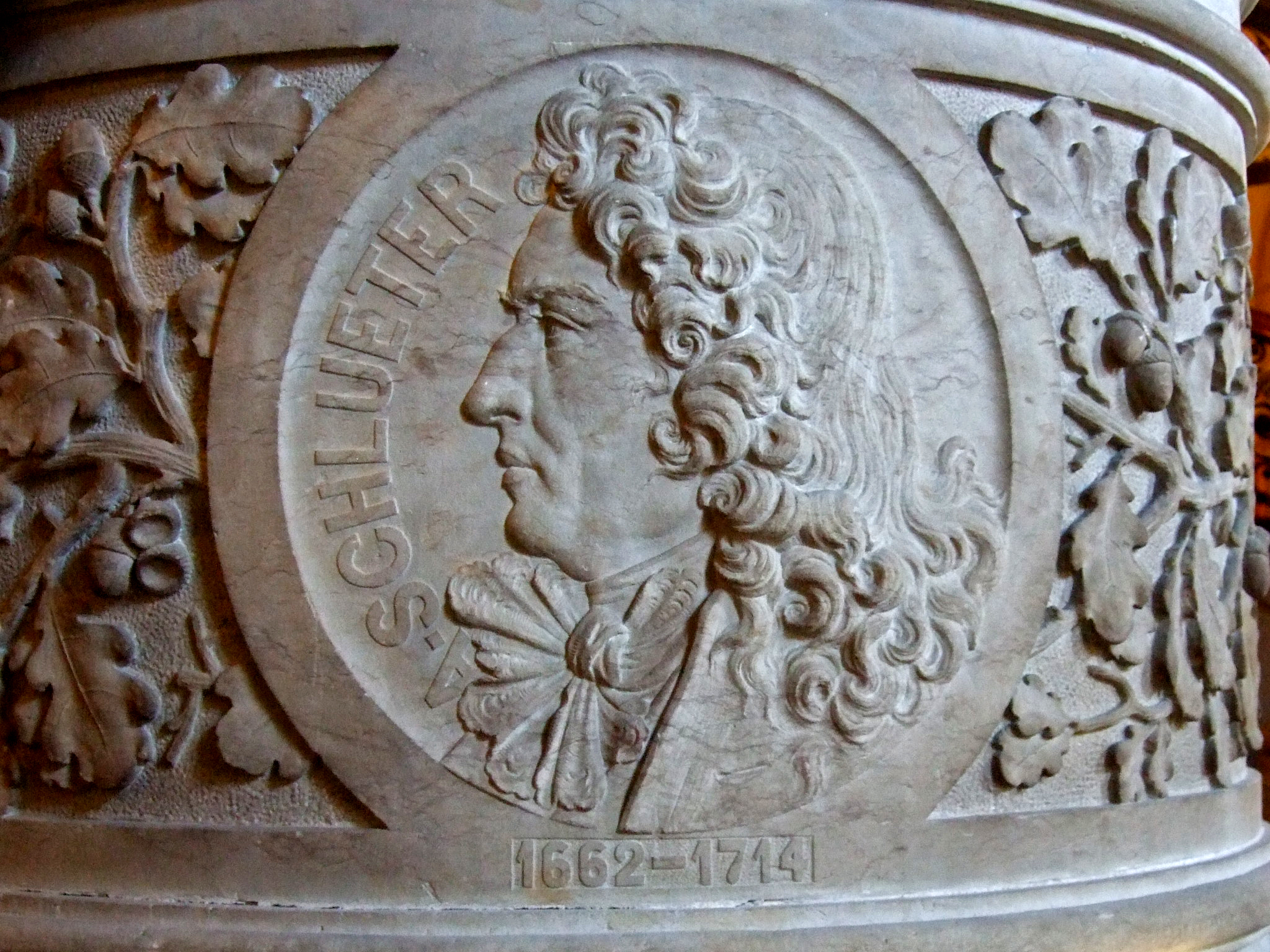
Relief im Hamburger Rathaus
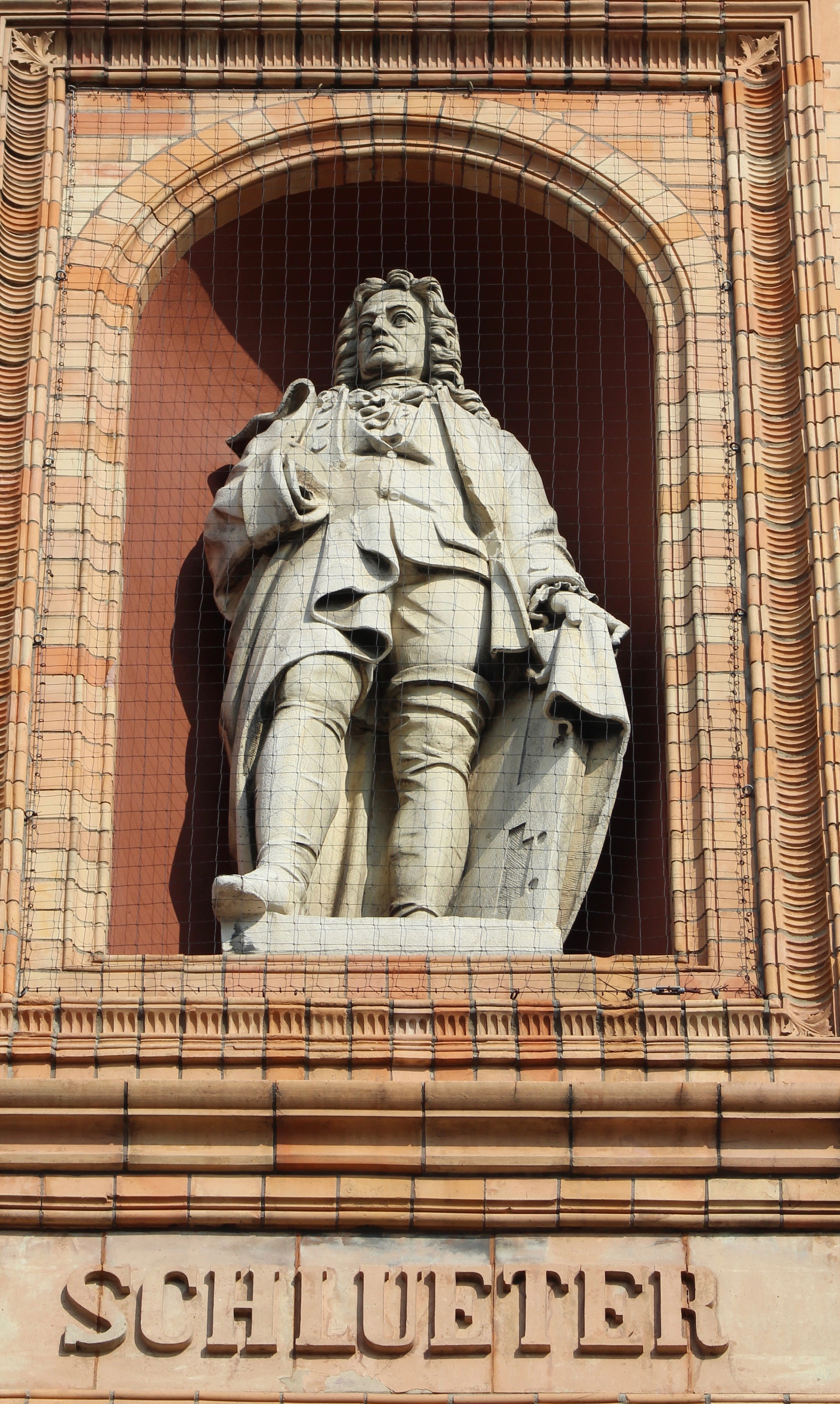
Statue an der Hamburger Kunsthalle

### Sonstiges
- Ausstellung „SCHLOSS BAU MEISTER – Andreas Schlüter und das barocke Berlin“ im Bode-Museum, 2014[23]
- Film „Andreas Schlüter“ mit Heinrich George, 1942[24]
- Der ICE 590 wurde „Andreas Schlüter“ getauft
- Asteroid (6350) „Schlüter“